# Manoir de Bray (Igé)
Le manoir de Bray est un édifice situé à Igé, en France.

## Localisation
Le monument est situé dans le département français de l'Orne, à 3,5 km au sud-ouest du bourg d'Igé et à 2,5 km au sud-est du bourg de Saint-Fulgent-des-Ormes.

## Architecture
Les façades et les toitures, l'escalier intérieur avec sa rampe à balustres en bois, la grande salle du rez-de-chaussée avec sa cheminée, ainsi que les façades et les toitures de la chapelle sont inscrits au titre des Monuments historiques depuis le 14 novembre 1977.